# Triệu Việt Hưng
Triệu Việt Hưng (sinh ngày 19 tháng 1 năm 1997) là cầu thủ bóng đá người Việt Nam thi đấu ở vị trí tiền vệ trung tâm cho câu lạc bộ bóng đá Hải Phòng.

## Thân thế
Triệu Việt Hưng sinh năm 1997, quê tại Cẩm Hoàng , huyện Cẩm Giàng, tỉnh Hải Dương.

## Sự nghiệp câu lạc bộ
Năm 2007, Triệu Việt Hưng gia nhập lớp năng khiếu của Hoàng Anh Gia Lai. Anh được cho câu lạc bộ Phú Yên mượn để thi đấu tại Giải bóng đá hạng nhì quốc gia 2014. Kết thúc mùa giải năm đó, Phú Yên thăng hạng lên chơi ở Giải bóng đá hạng nhất quốc gia 2015, anh tiếp tục gắn bó với câu lạc bộ Phú Yên. Năm đó, đội bóng Phú Yên trụ hạng thành công nhưng hợp đồng của anh với câu lạc bộ Phú Yên hết hạn nên anh trở về đội một của Hoàng Anh Gia Lai.
Năm 2022, anh chuyển sang thi đấu cho câu lạc bộ Hải Phòng theo dạng cho mượn.

## Thống kê sự nghiệp
Tính đến ngày 2 tháng 3 năm 2022
| Câu lạc bộ        | Mùa giải       | Giải đấu       | Giải đấu | Giải đấu | Cúp quốc gia | Cúp quốc gia | Châu lục | Châu lục | Khác | Khác | Tổng cộng | Tổng cộng |
| Câu lạc bộ        | Mùa giải       | Hạng           | Trận     | Bàn      | Trận         | Bàn          | Trận     | Bàn      | Trận | Bàn  | Trận      | Bàn       |
| ----------------- | -------------- | -------------- | -------- | -------- | ------------ | ------------ | -------- | -------- | ---- | ---- | --------- | --------- |
| Phú Yên (mượn)    | 2015           | V.League 2     | 13       | 3        | 1            | 0            | —        | —        | —    | —    | 14        | 3         |
| Hoàng Anh Gia Lai | 2016           | V.League 1     | 3        | 0        | 1            | 0            | —        | —        | —    | —    | 4         | 0         |
| Hoàng Anh Gia Lai | 2017           | V.League 1     | 12       | 0        | 1            | 0            | —        | —        | —    | —    | 13        | 0         |
| Hoàng Anh Gia Lai | 2018           | V.League 1     | 22       | 2        | 4            | 0            | —        | —        | —    | —    | 26        | 2         |
| Hoàng Anh Gia Lai | 2019           | V.League 1     | 19       | 2        | 3            | 0            | —        | —        | —    | —    | 22        | 2         |
| Hoàng Anh Gia Lai | 2020           | V.League 1     | 10       | 1        | 1            | 0            | —        | —        | —    | —    | 11        | 1         |
| Hoàng Anh Gia Lai | 2021           | V.League 1     | 9        | 0        | 1            | 0            | —        | —        | —    | —    | 10        | 0         |
| Hoàng Anh Gia Lai | Tổng cộng      | Tổng cộng      | 77       | 6        | 11           | 0            | 0        | 0        | 0    | 0    | 88        | 6         |
| Hải Phòng (mượn)  | 2022           | V.League 1     | 2        | 1        | 0            | 0            | —        | —        | —    | —    | 2         | 1         |
| Tổng sự nghiệp    | Tổng sự nghiệp | Tổng sự nghiệp | 90       | 9        | 12           | 0            | 0        | 0        | 0    | 0    | 102       | 9         |

### Quốc tế
Tính đến ngày 10 tháng 10 năm 2023
| Đội tuyển quốc gia | Năm       | Trận | Bàn |
| ------------------ | --------- | ---- | --- |
| Việt Nam           | 2023      | 2    | 0   |
| Tổng cộng          | Tổng cộng | 2    | 0   |

## Sự nghiệp quốc tế

### U-16 Việt Nam
| #  | Ngày                | Địa điểm                                       | Đối thủ     | Bàn thắng | Kết quả | Giải đấu                                  |
| -- | ------------------- | ---------------------------------------------- | ----------- | --------- | ------- | ----------------------------------------- |
| 1. | 12 tháng 7 năm 2011 | Sân vận động Quốc gia Lào mới, Viêng Chăn, Lào | Campuchia   | 1–0       | 4–1     | Giải vô địch bóng đá U-16 Đông Nam Á 2011 |
| 2. | 12 tháng 7 năm 2011 | Sân vận động Quốc gia Lào mới, Viêng Chăn, Lào | Campuchia   | 4–1       | 4–1     | Giải vô địch bóng đá U-16 Đông Nam Á 2011 |
| 3. | 14 tháng 7 năm 2011 | Sân vận động Quốc gia Lào mới, Viêng Chăn, Lào | Philippines | 9–0       | 10–0    | Giải vô địch bóng đá U-16 Đông Nam Á 2011 |
| 4. | 16 tháng 7 năm 2011 | Sân vận động Quốc gia Lào mới, Viêng Chăn, Lào | Myanmar     | 1–2       | 1–3     | Giải vô địch bóng đá U-16 Đông Nam Á 2011 |

### U-23 Việt Nam
| # | Ngày                 | Địa điểm                                        | Đối thủ   | Bàn thắng | Kết quả | Giải đấu                                        |
| - | -------------------- | ----------------------------------------------- | --------- | --------- | ------- | ----------------------------------------------- |
| 1 | 22 tháng 3 năm 2019  | Sân vận động Quốc gia Mỹ Đình, Hà Nội, Việt Nam | Brunei    | 4–0       | 6–0     | Vòng loại giải vô địch bóng đá U-23 châu Á 2020 |
| 2 | 24 tháng 3 năm 2019  | Sân vận động Quốc gia Mỹ Đình, Hà Nội, Việt Nam | Indonesia | 1–0       | 1–0     | Vòng loại giải vô địch bóng đá U-23 châu Á 2020 |
| 3 | 7 tháng 6 năm 2019   | Sân vận động Việt Trì, Phú Thọ, Việt Nam        | Myanmar   | 1–0       | 2–0     | Giao hữu                                        |
| 4 | 25 tháng 11 năm 2019 | Sân vận động bóng đá Biñan, Biñan, Philippines  | Brunei    | 4–0       | 6–0     | SEA Games 2019                                  |

## Danh hiệu

### Cấp độ đội tuyển
U-19 Việt Nam
- Giải vô địch U-19 châu Á:  Hạng ba (2016)
- Giải vô địch U-19 Đông Nam Á:  Hạng ba (2016)

U-21 Việt Nam
- Giải U-21 Quốc tế báo Thanh niên:  Á quân (2017)

U-22 Việt Nam
- Đại hội Thể thao Đông Nam Á:  Vô địch (2019)

### Câu lạc bộ
Hải Phòng (mượn)
- V.League 1:  Á quân (2022)